# Lac des Quinze
Lac des Quinze, jedna od starih bandi pravih Algonquin Indijanaca s jezera Lac des Quinze i krajevima sjeverno i istočno od njega u kanadskoj provinciji Quebec.
Istočni su susjedi Timiskaminga.